# Saint-Jean-d'Aigues-Vives
Saint-Jean-d'Aigues-Vives è un comune francese di 405 abitanti situato nel dipartimento dell'Ariège nella regione dell'Occitania.

## Società

### Evoluzione demografica
Abitanti censiti